# Raul Carrion
Raul Kroeff Machado Carrion (Porto Alegre, 22 de dezembro de 1945) é um historiador, sindicalista, escritor e político brasileiro. Foi vereador de Porto Alegre e duas vezes Deputado estadual do Rio Grande do Sul, tendo militado por mais de 50 anos no Partido Comunista do Brasil  (PCdoB).

## Biografia
Raul Carrion, nasceu na cidade de Porto Alegre no dia  22 de dezembro de 1945, filho da professora Erna Maria Kroeff Carrion e do advogado Francisco Machado Carrion que foi professor da Universidade Federal do Rio Grande do Sul (UFRGS). Fez seu ensino fundamental e médio, em escolas tradicionais do Rio Grande do Sul, como o Colégio Farroupilha e o Colégio Anchieta. Ingressou na militância política com 17 anos, inspirado pelas movimentações pelas Reformas de base do então presidente João Goulart, entrando para o movimento de esquerda cristã, chamado Ação Popular.
Após passar no vestibular, ingressou na Universidade Federal do Rio Grande do Sul, no ano de 1964 para o curso de Engenharia química. Logo começou a entrar em contato com a militância dentro da universidade, em diretórios acadêmicos e na União Nacional dos Estudantes (UNE). Em 1967, abandonou o curso de engenharia química para dedicar-se a vida política e dos movimentos sindicais de Porto Alegre, como associou-se aos sindicatos dos transportes e dos metalúrgicos. No ano de 1969, conseguiu um emprego, então, em uma fábrica de componentes de calçados, como operador de máquina na cidade Novo Hamburgo. Lá participou de organizações sindicais.  Também nesse ano, com a incorporação da Ação Popular-ML ao Partido Comunista do Brasil (PCdoB), Carrion tornou-se militante do partido. Em 1970, reingressou na Universidade Federal do Rio Grande do Sul, mas nessa vez para cursar Química.
Em 1971, devido a sua militância política e sindical, Carrion foi preso pela Ditadura militar brasileira. Por conta disso, teve que abandonar seu curso e parar com os estudos. No DOPS, foi submetido a torturas como o pau de arara e a choques elétricos, após ter sido acusado de ser propagandista do PCdoB e supostamente ter entregue munição para outro militante do partido. Após a liberação das torturas, exilou-se ao Chile, onde possuía um cunhado.  Lá, buscou ajuda de um professor da UFRGS, Professor Ernani Maria Fiori da área de Filosofia que tinha sido expulso e cassado da faculdade por conta de suas posição políticas.  Fiori, dava aula na Pontifícia Universidade Católica do Chile, e conseguiu uma vaga para Carrion, no curso de química.
Em 1970, com o golpe de Augusto Pinochet no Chile, que destituiu o então presidente do partido socialista, Salvador Allende, Carrion teve de ir para a Argentina em busca de asilo político. Após ter-se casado no Chile, ficou na clandestinidade na Argentina, organizando o partido de lá. Com o golpe em 1976 de Jorge Rafael Videla no país, Carrion volta ao Brasil, na clandestinidade para Goiânia. Sua esposa não conseguiu voltar e permaneceu na Argentina.  Somente, em 1979, veio a Lei da Anistia e sua esposa conseguiu voltar para o Brasil em segurança em juntos o casal voltaram a Porto Alegre.
Durante, os anos de 1980, Carrion ingressou no trabalho de metalurgia, onde organizou-se sindicalmente onde passou por diversas imprensas do ramo da eletrônica e da metalurgia e também participou da campanha das Diretas Já. Após a ditadura chegar ao seu fim, nas eleições de 1986,  Carrion foi lançado candidato do PCdoB ao Senado. Porém, seu suplente José Loguércio ainda não havia completado 35 anos e a chapa indeferida.
Em 1988, candidatou-se pelo PCdoB a prefeitura de Porto Alegre, em chapa composta com José Loguércio, porém obtiveram apenas 2 671 votos, sendo o candidato menos votado daquela ocasião. Em 1989, percorreu o Rio Grande do Sul, fazendo campanha para Luiz Inácio Lula da Silva tornar-se presidente contra Fernando Collor de Mello.
Em 1992, concorreu ao cargo de vereador de Porto Alegre, mas foi 1º suplente e exerceu a vereança em algumas oportunidades. Em 1996, voltou aos estudos e prestou o vestibular da UFRGS para o curso de História. Formou-se em 1998, e por sua sugestão sua turma recebeu como paraninfo o economista e líder do Movimento dos Trabalhadores Rurais Sem Terra (MST), João Pedro Stédile.  Sua tese de conclusão de curso, foi "O Partido Comunista do Brasil no Rio Grande do Sul - 1922-1929".
Em 2000, foi candidato a vereador de Porto Alegre, sendo eleito com 8.405 votos. A sua coligação organizava os partidos Partido dos Trabalhadores (PT), PCdoB,Partido Socialista Brasileiro (PSB) e Partido Comunista Brasileiro (PCB), que elegeu Tarso Genro para prefeito da cidade.
Em 2004, foi candidato a reeleição ao cargo de vereador, recebendo 11.651 votos, o quarto candidato mais bem votado daquele pleito. O PCdoB, elegeu mais quatro vereadores nesse pleito, Pedro Dias, Arthur Bloise e Manuela d'Ávila. Nesse eleição, o PCdoB coligou-se com o PT pelo candidato Raul Pont que foi derrotado por José Fogaça do Partido Popular Socialista (PPS).
Em 2006, por decisão do partido, foi candidato ao cargo de Deputado Estadual no qual foi eleito com 41.549 votos. Em 2010, foi candidato a reeleição para o cargo de deputado estadual e foi novamente eleito com 34.791 votos.
Em 2010, foi um dos Deputados Estaduais do Rio Grande do Sul que votou a favor do aumento de 73% nos próprios salários em dezembro, fato esse que gerou uma música crítica chamada "Gangue da Matriz" composta e interpretada pelo músico Tonho Crocco, que fala em sua letra os nomes dos 36 deputados (inclusive o de Raul Carrion) que foram favoráveis a esse autoconcedimento salarial; Giovani Cherini como presidente da Assembleia Legislativa do Rio Grande do Sul na ocasião entrou com uma representação contra o músico, Cherini falou que era um crime contra honra e o título era extremamente agressivo e fazia referência a criminosos que mataram o jovem Alex Thomas, na época Adão Villaverde que se tornou o sucessor na presidência da Assembleia Legislativa, expressou descontentamento discordando da decisão de Cherini, mas em agosto do mesmo ano o próprio Giovani Cherini ingressou com petição pedindo o arquivamento contra o músico com a alegação que não era vítima no processo (seu nome não aparecia na letra, pois como presidente do parlamento gaúcho na ocasião não podia votar) e que defendia a liberdade de expressão, na época Tonho recebeu apoio de uma loja que espalhou 20 outdoors pela capital Porto Alegre e também imenso apoio por redes sociais.
Já em 2013, fez um balanço de sua carreira política e decidiu por não concorrer novamente a reeleição e disputar novos pleitos. Porém, afirmou que não ia abandonar sua militância política. 
Em 2019, lançou sua autobiografia "Raul Carrion – A Luta Vale a Pena!" publicado pela editora Anita Garibaldi.

## Livros publicados
- A Construção Do Socialismo na China e as Reformas Econômicas Pós-Revolução Cultural  – Independente (2004)
- Histórico de luta pela moradia do Parque dos Mayas - Assembleia Legislativa do Rio Grande do Sul (2010)
- Relatório missão oficial da Assembleia Legislativa do Rio Grande do Sul à República Popular da China   – Assembleia Legislativa do Rio Grande do Sul (2013)
- Os lanceiros negros na revolução farroupilha – Assembleia Legislativa do Rio Grande do Sul (2013)
- 1964 - 2004: 50 anos do golpe militar no Brasil – Assembleia Legislativa do Rio Grande do Sul (2014)
- Coluna prestes 90 anos  – Assembleia Legislativa do Rio Grande do Sul (2014)
- Revolução Farroupilha – Assembleia Legislativa do Rio Grande do Sul (2014)
- Raul Carrion – A Luta Vale a Pena! – Editora Anita Garibaldi (2019)